# Fljótshlíð
Fljótshlíð est une localité islandaise de la municipalité de Rangárþing eystra située au sud de l'île, dans la région de Suðurland.

## Géographie
Fljótshlíð se trouve à l'est d'Hvolsvöllur et au nord de la rivière Markarfljót.

## Toponymie
Il s'agit d'un composé de deux vocables islandais hlíð « pente, coteau » et fljót « rivière, cours d'eau », d'où le sens global de « coteau du bord de la rivière ». Le s de Fljóts- est la désinence du génitif.

## Histoire
La localité est connue de par le saga de Njáll le Brûlé. La ferme Hlíðarendi de Gunnar Hámundarson se situait à cet endroit. Son emplacement est encore visible aujourd'hui.
Le village fut évacué à la suite de l'éruption de l'Eyjafjöll en 2010.

## Personnalités liées à la localité
- Gunnar Hámundarson, au Xe siècle ;
- Saint Thorlak, le Saint patron de l'Islande, est né 1133.